# Associação Académica da Calheta do Maio
Maillots
Le Clube Deportivo Onze Unidos est un club capverdien de football basé à Vila do Maio, sur l'île de Maio. Avec neuf titres de champion de Maio, c'est le club le plus performant de l'île.

## Histoire
Fondé en 1978, le club compte à son palmarès trois trophées régionaux, gagnés en 2007, 2008 et 2014.

## Rivalité
Le club possède une grosse rivalité avec celui de l'Académico 83.

## Palmarès
- Championnat de l'île de Maio de football (3)
  - Vainqueur en 2006/07, 2007/08 et 2013/14

## Bilan saison par saison

### Compétition nationale
|      | Groupe | Position | Points | Journées | V | N | D | B.M. | B.P. | Diff. |
| 2007 | 1A     | 6        | 2 pts  | 5        | 0 | 2 | 3 | 3    | 13   | -10   |
| 2008 | 1B     | 3        | 8 pts  | 5        | 2 | 2 | 1 | 8    | 8    | 0     |
| 2014 | 1B     | 4        | 6 pts  | 5        | 2 | 0 | 3 | 5    | 8    | -3    |

### Compétition régionale
|         | Groupe | Position | Points | Journées | V | N | D | B.M. | B.P. | Diff. |
| 2006-07 | 2      | 2        | -      | -        | - | - | - | -    | -    | -     |
| 2008-09 | 2      | 1        | -      | -        | - | - | - | -    | -    | -     |
| 2013-14 | 2      | 1        | 21 pts | 8        | 7 | 0 | 1 | 29   | 5    | +24   |
| 2014-15 | 2      | 4        | 7 pts  | 8        | 2 | 2 | 4 | 11   | 19   | -8    |
| 2015-16 | 2      | 2        | 25 pts | 12       | 8 | 1 | 3 | 27   | 9    | +18   |